# Juan Andrés Bruno
Juan Andrés Bruno (Buenos Aires, 24 de noviembre de 1901 - Buenos Aires, 13 de noviembre de 1979) fue un dramaturgo, poeta y guionista de radio argentino. Firmaba algunas de sus obras con los seudónimos de Julio A. Burón.

## Radio
Escribió los libretos del programa humorístico que se transmitió por Radio Argentina desde fines de 1936 o comienzos de 1937 con el nombre de Aventuras de Jaime Rampullet y Manuelita Gutiérrez y, más adelante, pasó a llamarse La familia Rampullet. Fue un programa muy popular cuya emisión se extendió hasta la década de 1950 y que protagonizaron el actor Segundo Pomar, inicialmente, y Tomás Simari, después. 
También para la radio creó Nasiff Abdala, que interpretaba Mario Fortuna y El Sargento Medina, para Simari, programa que era presentado con estos versos:

Yo soy Lisandro Medina

El agente de la esquina, 

Cuya alegría mayor

Es decirle al superior: 

“Señor, en esta parada

nunca ha ocurrido nada

desde que la atiendo yo.

## Teatro
En 1922 se estrenó en el teatro Buenos Aires, por la compañía Muiño-Alippi su primera obra, el sainete Casa tranquila y de confianza que escribiera en colaboración de Mario Felco. Posteriormente escribió otras obras, tales como Metejón, Berretín y Cía. (escrita con César Ratti), Llegó Don Pedro de Afuera , Cuando un viudo quiere casarse, Las cosas que hay que aguantar para poderse casar, Cascarrabias, ¡Qué suerte la del gallego! , El novio llega a las 9 en punto, Una mujer peligrosa, Tarambana, Llegó el diablo con polleras, El divorcio de Pepino, Ya tenemos radio en casa, Fanfarrón, pero derecho y El dolor de España. 

## Letras de obras musicales
Escribió las letras de diversas obras musicales, de las cuales fueron grabadas por Carlos Gardel, Langosta, Amor (Gran Buda) (shimmy) y Yo te bendigo, todas con música de Juan de Dios Filiberto.
Bruno falleció en Buenos Aires el 13 de noviembre de 1979.

## Obras musicales
- Langosta (1925), con Juan de Dios Filiberto
- Amor (Gran Buda) (shimmy) (1925), con Juan de Dios Filiberto
- Yo te bendigo (1925), con Juan de Dios Filiberto
- Entre Guapos
- Allá en el Patio
- Caña Hueca
- El Ciruja de Sorrento
- Atorrante (con Samuel Castriota
- El agente de la esquina (tango, con música de Raúl Joaquín Portoles Peralta)[3]

## Obras de teatro
- Casa tranquila y de confianza (en colaboración de Mario Felco)
- Metejón, Berretín y Cía. (escrita con César Ratti)
- Llegó Don Pedro de Afuera
- Cuando un viudo quiere casarse
- Las cosas que hay que aguantar para poderse casar
- Cascarrabias
- ¡Qué suerte la del gallego!
- El novio llega a las 9 en punto
- Una mujer peligrosa
- Tarambana
- Llegó el diablo con polleras
- El divorcio de Pepino
- Ya tenemos radio en casa
- Fanfarrón, pero derecho
- El dolor de España